# Pedra Elefantina
A Pedra Elefantina é um dos picos localizados no limite entre os municípios de Porciúncula e Antônio Prado de Minas, célebre no Brasil por ter sido considerado como o segundo maior monólito maciço de granito do mundo, sendo comparado a montanha El Capitan, nos Estados Unidos.
Segundo o Instituto Brasileiro de Geografia e Estatística (IBGE), a montanha possui 999 metros de altitude e encontra-se na divisa estadual do Rio de Janeiro com Minas Gerais; apesar de outros sites informarem ter 992 metros de altitude. O maciço rochoso tem cerca de 3 milhões de m².

## Localização
Situa-se entre os povoados de Pangarito, na comunidade rural de Água Limpa, no município de Antônio Prado de Minas; e o povoado de Dona Emília, no município de Porciúncula. Cerca de 70% da pedra pertencem ao município de Antônio Prado de Minas, já os 30% restantes pertencem ao município de Porciúncula.

## Toponímia
O nome deriva-se do fato de, à distância, a montanha assemelhar-se ao formato do elefante; há uma tromba bem definida, uma ranhura na rocha que lembra o traço da boca, e dois olhos que são cavernas no maciço rochoso. A figura do elefante é avistada do lado fluminense, no município de Porciúncula.
Ainda, segundo o geógrafo Alberto Ribeiro Lamego, a Pedra Elefantina -"com sua lombada polida e negra"- teria sido inspiração para o nome do município de Itaperuna, quando em 6 de dezembro de 1889 foi a vila elevada à condição de cidade, recebendo o nome atual, cuja etimologia indígena é dada como significando "pedra preta"; aquela época o imponente maciço rochoso ainda pertencia ao território deste município. A referida Pedra Elefantina é parte integrante do Brasão de Armas do município de Itaperuna, criado em 1960 por Alberto Fioravante, especialista em Heráldica nascido em Muqui.

## Alpinismo e excursionismo
A Pedra Elefantina pode ser escalada por algumas vias nos paredões laterais. Do alto,  vê-se paisagens de Minas Gerais, do Rio de Janeiro e do Espírito Santo.
Em torno da Pedra Elefantina, há uma estrada não pavimentada, que em boas condições, pode-se completar o circuito em 40 minutos, permitindo identificar sua estrutura com o formato de um elefante. Do lado fluminense, ainda é possível percorrer trilhas e grutas que existem em meio à Mata Atlântica do entorno da Pedra Elefantina.
A prefeitura de Antônio Prado de Minas começou a se preparar, em 2015, para explorar e utilizar os atrativos deste bem paisagístico natural, tendo como marco inicial o Inventário Turístico e o evento de mountain bike denominado Pradobike que levou dezenas de ciclistas a percorrerem a área rural do município cincundando a Pedra Elefantina.

## Meio ambiente
No município de Porciúncula, a Pedra Elefantina situa-se dentro dos limites da APA Ribeirão Perdição, criada em 2013 e que conta com 38 remanescentes florestais de Mata Atlântica que, somados, correspondem a 25,4% da área protegida de 6.141 hectares. Além da Pedra Elefantina, estão dentro da APA, a rampa de voo livre, Fazenda Moto Contínuo, Fazenda do Alambique, Cachoeira do Zé Lima, antiga Estação Ferroviária de Dona Emília, entre outros locais de igual importância para o município.

## Geologia
Os monólitos geológicos são, geralmente, resultado da erosão que normalmente expõe essas formações, que são na maioria das vezes feita de rochas muito duras de origem metamórficas ou ígneas. A Pedra Elefantina seria integrante das serras que formariam um dos degraus da Serra da Mantiqueira no Norte Fluminense , cujo abrupto paredão tem toda a verossimilhança de uma grande falha geológica.